# Hemiphracta clavicornis
Hemiphracta clavicornis is een keversoort uit de familie bladkevers (Chrysomelidae). De wetenschappelijke naam van de soort werd in 1881 gepubliceerd door Ferdinand Karsch.